# Léon de Poncins
Il visconte Gabriel Léon Marie Pierre de Montaigne de Poncins (Civens, 3 novembre 1897 – Tolone, 18 dicembre 1975) è stato un giornalista e saggista francese.
Cattolico tradizionalista, godette di un certo successo nel corso degli anni trenta. Molte delle sue opere furono tradotte in varie lingue, tra cui inglese, italiano e spagnolo.

## Biografia
Il visconte Montaigne Leon de Poncins era discendente da una famiglia resa nobile sotto l'Ancien Régime per l'esercizio delle spese parlamentari (1696-1721).
Leon de Poncins spiega la maggior parte delle grandi sconvolgimenti politici e rivoluzionari della modernità con l'azione delle correnti provenienti da alcune società segrete, che secondo le sue tesi vorrebbero trasmettere una "fede" opposto a quella del Cristianesimo: si tratta in particolare dei movimenti rivoluzionari, ebraico, sionista e di altri, che agirebbero in una sorta di "guerra segreta", guidata e ispirata da una "fede" di tipo diabolico. 
I suoi scritti sostengono tesi di carattere antimassoniche e alcune idee controrivoluzionarie.
Leon de Poncins fu anche collaboratore in molti giornali come Le Jour, Le Figaro, L'Ami du Peuple e Le Nouvelliste; ha anche diretto il giornale Contre-Révolution del 1937-1939.
Era amico di Emmanuel Malynski, con il quale scrisse La Guerre Occulte e Jean Vaquié, con cui scrisse Lectures françaises et Lecture et Tradition.
Durante il Concilio Vaticano II, a seguito della votazione del 20 novembre 1964 nella terza sessione del programma provvisorio, in seguito all'atteggiamento dimostrato dalla Chiesa nei confronti dell'ebraismo, Leon de Poncins scrive un opuscolo, Le Problème juif face au Concile, che viene distribuito ai vescovi prima della quarta e ultima sessione, in cui l'autore contesta «ai Padri Conciliari una profonda incomprensione di ciò che costituisce l'essenza del Giudaismo». 
Le critiche di Poncins ebbero secondo alcuni un effetto significativo nella stesura di Nostra aetate, adottata il 28 ottobre 1965.

## Tesi sulle società segrete
Nel suoi saggi, Leon de Poncins denuncia le cospirazioni massoniche (il rapporto tra la massoneria e la rivoluzione francese, la Società delle Nazioni, eccetera). 
Fino alla sua morte, denunciò le forze occulte e le organizzazioni che a suo dire comandano gli affari mondiali e corrompono il cristianesimo.

### Prima guerra mondiale
La sua analisi storica suggerisce un'azione concertata di pressioni da parte di circoli sionisti internazionali durante la prima guerra mondiale, al fine di creare un futuro Stato ebraico in Palestina, mediante la manipolazione delle alleanze e dei conflitti diplomatici tra i Paesi.
I Sionisti a suo dire avrebbero trovato sostegno da parte del governo della Gran Bretagna nel 1916, in un momento in cui la Germania stava trionfando su tutti i fronti ed in cui i britannici prevedevano di firmare l'armistizio per fermare l'avanzata dal Kaiser, offrendo di promettere la Palestina (allora sotto il dominio dell'Impero ottomano e su cui la Gran Bretagna non vantava alcun diritto) come insediamento per insediamenti ebraici: il tutto in cambio dell'entrata in guerra degli Stati Uniti a fianco della Triplice intesa.
Poncins cita a questo riguardo un libro di un sionista ebreo, Samuel Landman, britannico, Great Britain, The Jews and Palestine, pubblicato nel marzo 1936, il cui testo corroborerebbe la sua tesi.

## Opere
- Les Forces secrètes de la Révolution, Bossard, 1928. Réédition, Éditions Saint-Remi, 2005 ISBN 2845194870
- Refusé par la presse, Éditions de la Revue française, 1931. Réédition, Éditions Saint-Remi, 2005 ISBN 2845194307
- La Franc-maçonnerie, puissance occulte, Bossard, 1932. Réédition, Éditions Saint-Remi, 2005 ISBN 2845194986
- Les Juifs, maîtres du monde, Bossard, 1932. Réédition, Éditions Saint-Remi, 2005 ISBN 2845194854
- Tempête sur le monde, ou La Faillite du progrès, Beauchesne, 1934. Réédition, Éditions Saint-Remi, 2005 ISBN,284519482X
- La Dictature des puissances occultes, La Franc-maçonnerie d'après ses documents secrets, Beauchesne et Fils éditeurs, 1934. Réédition, Éditions Saint-Remi (sous le titre La Dictature des Puissances Occultes - La F∴M∴), (ISBN 2-84519-948-1). 2ème édition, Beauchesne et Fils éditeurs, 1936. 3ème édition, Beauchesne et Fils éditeurs, 1942. 4ème édition, Diffusion de la Pensée Française, 1972. 5ème édition, Diffusion de la Pensée Française, 1975. 6ème édition, Éditions de Chiré, 2014 (revue et corrigée d'après l'édition de 1972).
- Le Portugal renaît, Beauchesne et Fils éditeurs, 1936. Réédition, Éditions Saint-Remi, 2005 ISBN 2845194935
- Société des Nations, super État maçonnique, Beauchesne, 1936. Réédition, Éditions Saint-Remi, ISBN 2845194846
- La Mystérieuse internationale juive, Beauchesne, 1936. Réédition, Éditions Saint-Remi, ISBN 2845195699
- La Guerre occulte, con Emmanuel Malynski, Beauchesne, 1936. Réédition, Éditions Saint-Remi, ISBN 2845194978
- Histoire secrète de la révolution espagnole, Beauchesne et Fils éditeurs, 1937. Réédition, Éditions Saint-Remi, ISBN 2845194897
- Le Plan communiste d'insurrection armée, Mercure de France, 1939. Réédition, Éditions Saint-Remi, ISBN 2845194943
- La liberté de la presse et la question juive. Les décrets-loi Marchandeau, Contre-Révolution, 1939
- La Franc-Maçonnerie contre la France, Beauchesne, 1941. Réédition, Éditions Saint-Remi (ISBN 2-84519-496-X)
- Israël, destructeur d'empires, Mercure de France, 1942. Réédition, Éditions Saint-Remi, 2005 ISBN 2845194927
- L'Énigme communiste, Beauchesne et Fils éditeurs, 1942.
- Forces occultes, Édition de la Légion Française des Combattants et des Volontaires de la Révolution nationale, 1943.
- Les Forces occultes dans le monde moderne, Mercure de France, 1943. Réédition, Éditions Saint-Remi, ISBN 2845194889
- Espions soviétiques dans le monde, Nouvelles Éditions Latines, 1961. Réédition, Éditions Saint-Remi, 2005 ISBN 2845194838
- Le Problème juif face au Concile, brochure, 1965
- Judaism and the Vatican, Britons Publishing Company, London, 1967. Traduzione francese: Le Judaïsme et le Vatican. Une tentative de subversion spirituelle ?, Éditions Saint-Remi, 2000 ISBN 2845190654
- Christianisme et Franc-maçonnerie, L'Ordre Français, 1969. 2ème édition: Diffusion de la Pensée Française, 1975. 3ème édition: Éditions de Chiré, 2010.
- Infiltrations ennemies dans l'Église (con Edith Delamare), La librairie française, 1970
- Top Secret: Secrets d'état anglo-américains, Diffusion de la Pensée Française, 1972
- Histoire du communisme, de 1917 à la deuxième guerre mondiale, Diffusion de la Pensée Française, 1973 (riedizione rivista de L'énigme communiste del 1942)
- Les Documents Morgenthau, Éditions Saint-Remi, ISBN 2845194900
- Le Communisme contre la France, Éditions Saint-Remi, ISBN 2845194951
- Les Juifs et le Concile Vatican II, Éditions Kontre Kulture, 2014.